# (3474) Linsley
(3474) Linsley (1962 HE) – planetoida z pasa głównego asteroid okrążająca Słońce w ciągu 4,09 lat w średniej odległości 2,55 j.a. Odkryta w Goethe Link Observatory 27 kwietnia 1962 roku.